# Лузан Андрій Петрович
Андрій Петрович Лузан (нар. 9 лютого 1990, Київ) — український гуморист, продюсер, телеведучий.

## Життєпис
Андрій Лузан народився 9 лютого 1990 року в Києві у родині простих робітників. Батько Андрія — українець, мати — кореянка. З дитинства він виявляв інтерес до мистецтва та акторської майстерності, відвідував драматичну студію, де розвивав свої навички актора і знайомився з основами театрального мистецтва.
Шість років здобував освіту терапевта, але вирішив не пов'язувати своє життя далі з медициною. Закінчив Київський національний університет імені Івана Карпенка-Карого, де опанував професію актора театру і кіно.
Кар'єру розпочав зі зйомок у кіно. Його кінодебют відбувся у 2008 році з роллю у фільмі «Школа».
Брав участь у «Лізі cміху» у складі команди «Крупа». Пізніше, разом із Миколою Зиряновим і Валентином Міхієнком, заснував YouTube-канал «Леви на джипі».
З початком повномасштабного вторгнення Росії до України Андрій Лузан почав активно займатися волонтерською діяльністю, збираючи кошти для підтримки бійців ЗСУ, зокрема для закупівлі зброї та амуніції.
В липні 2024 року Андрій Лузан мобілізувався до лав ЗСУ, де служить в Силах безпілотних систем.